# Анджела Саїні
Анджела Саїні (англ. Angela Saini; нар. 1980 року) — британська наукова журналістка, телеведуча та авторка книг, четверта з яких, «Патріархи: витоки нерівності», вийшла 2023 року та стала фіналістом тогорічної премії Джорджа Орвелла за політичні твори. Саїні працювала репортеркою і ведучою на BBC і писала для низки видань, зокрема The Guardian, New Scientist і Wired UK. Вона також спродюсувала та показала кілька документальних фільмів на радіо та телебаченні, зокрема документальний фільм BBC Radio 4 про біопаливо та документальний фільм BBC World Service про вплив зміни клімату на індійське сільське господарство. У своїх статтях та репортажах Саїні зосереджується на тому, як наука взаємодіє з суспільством, особливо на тому, як вона впливає на маргіналізовані групи, і роботу авторки схвалювали різноманітні організації та установи.

## Освіта
Має два ступені магістра: один з інженерії в Оксфордському університеті та один з науки та безпеки на факультеті військових досліджень Королівського коледжу Лондона. Була студенткою коледжу Кебл в Оксфорді.

## Кар'єра
Саїні працювала репортеркою на BBC, а 2008 року полишила роботу й стала незалежною авторкою.  2008 року здобула премію CIRCOM за дослідження фальшивих університетів, зосередившись на Міжнародному університеті Айлз. Отримала звання «Європейський молодий науковий журналіст року» (2009).
2012 року здобула премію Асоціації британських наукових письменників за найкращу новину, опубліковану 2011 року. З 2012 по 2013 рік була стипендіаткою Knight Science Journalism в Массачусетському технологічному інституті. 2015 року здобула золоту нагороду Американської асоціації сприяння розвитку науки.
У серпні 2017 року внутрішня записка, яку написав співробітник Google про політику компанії щодо різноманітності (Google's Ideological Echo Chamber), привернула увагу громадськості. Саїні розкритикувала записку, назвавши її «[не] просто інтелектуальною лінню; [а] упередженням, виданим за факт».

### Виступи на телебаченні
- Саїні взяла участь у різдвяному випуску University Challenge 2018/19, представляючи Королівський коледж Лондона разом з Анітою Ананд (капітан), Зої Лафлін і Енн Дадлі[19].
- Саїні презентувала документальний фільм BBC Four «Євгеніка: найбільший скандал у науці» з активістом за права людей з інвалідністю та актором Адамом Пірсоном[20].

### Книги
Перша книжка Саїні «Нація ґіків: як індійська наука завойовує світ» (англ. Geek Nation: How Indian Science is Taking Over the World) вийшла 2011 року.
Друга книжка «Неповноцінні: Як наука помилялася щодо жінок і нові дослідження, що переписують цю історію» (англ. «Inferior: How Science Got Women Wrong and the New Research That's Rewriting the Story») вийшла 2017 року, це публіцистична книжка, яка досліджує історію наукового розуміння статевих відмінностей і вплив цього розуміння на життя жінок. Книжка заглиблюється в те, як вчені, дослідники та суспільство в цілому протягом століть ставилися до жінок як до інтелектуально, емоційно та фізично нижчих за чоловіків. У дослідженні Саїні надає докази, які спростовують ці давні переконання, а також те, як сучасні дослідження кидають виклик традиційному наративу про відмінності між чоловіками та жінками.
Книжка охоплює багато історичних, а також сучасних прикладів упередженості та поганого поводження з жінками в науковій сфері та того, як ці неправильні уявлення та переконання використовували для виправдання дискримінації та нерівності. У книжці також висвітлюється сучасне дослідження, яке доводить хибність цих уявлень і те, як розуміння статевих відмінностей стає все тоншим і точнішим. Книжка отримала схвальні відгуки та похвалу за чіткий і привабливий стиль написання Саїні та за поглиблене дослідження, яке представлено. Критики також відзначили книжку як значний внесок у нинішню дискусію про гендерну рівність і представництво жінок у сферах STEM. 2017 року вона увійшла до короткого списку премії Royal Society Insight Investment Science Book Prize. Книжка має на меті ознайомити читачів з основою цих хибних переконань і упереджень, а також повідомити їм про більш точне розуміння статевих відмінностей, яке встановлюється сьогодні.

Журнал Інституту фізики Physics World назвав Inferior книгою 2017 року. Саїні сказала Physics World, що її метою було подолати суперечливу інформацію про гендерні дослідження, яку поширюють у ЗМІ та наукових журналах.
«Насправді я просто хотіла розібратися в суті цієї загадки… що насправді каже наука про чоловіків і жінок, і якою є справжня глибина відмінностей між нами?»
Третя книжка, «Вищі: Повернення расової науки» (англ. Superior: The Return of Race Science), вийшла у травні 2019 року. Науковий журнал Nature назвав її однією з 10 найкращих книг 2019 року. «Люди хочуть вірити, що вони народилися в особливій групі. Групова перевага дійсно приваблює їх», — каже Саїні. Крім того, «дуже часто ці люди нічим не вирізняються самі по собі, і їм потрібно вірити в щось про себе, що допомагає їм сприймати краще те, ким вони є».

## Переклади українською
2025 року у видавництві «Лабораторія» вийшов український переклад книжки «Патріархи: витоки нерівності». Перекладачка — Ната Гриценко.